# Сандовалина
Сандовалина (порт. Sandovalina)  —  муниципалитет в Бразилии, входит в штат Сан-Паулу. Составная часть мезорегиона Президенти-Пруденти. Входит в экономико-статистический  микрорегион Президенти-Пруденти. Население составляет 3596 человек на 2006 год. Занимает площадь 455,393 км². Плотность населения — 7,9 чел./км².

## Статистика
- Валовой внутренний продукт на 2003 составляет 182.275.606,00 реалов (данные: Бразильский институт географии и статистики).
- Валовой внутренний продукт на душу населения на 2003 составляет 54.184,19 реалов (данные: Бразильский институт географии и статистики).
- Индекс развития человеческого потенциала на 2000 составляет 0,773 (данные: Программа развития ООН).